# Третья англо-бирманская война
Третья англо-бирманская война (англ. Third Anglo-Burmese War, бирм. တတိယ အင်္ဂလိပ် – မြန်မာစစ် Tatiya Anggalip-Mran cac) — колониальная война, шедшая 7-29 ноября 1885 года и приведшая к потере независимости Бирмы и превращению её в колонию Британской империи с окончательной ликвидацией бирманской государственности.

## Предыстория
После двух предыдущих англо-бирманских войн влияние Великобритании в Бирме непомерно возросло, что угрожало последней полной потерей экономической и государственной самостоятельности. Пытаясь противостоять Британской империи, которая оккупировала большую часть страны, король Тибо подписал договор с Францией о строительстве железной дороги из Лаоса в Мандалай и организации совместного военного флота на реке Иравади. Англичане решили воспротивиться французскому влиянию в Бирме, оккупировав её с последующим превращением в полную британскую колонию.
Верховный комиссар Британской Бирмы предъявил ультиматум, и после отказа бирманцев согласиться на ликвидацию суверенитета страны началась третья, последняя, англо-бирманская война.

## Военные действия
Английские войска, вооружённые современным оружием, существенно превосходили плохо организованную бирманскую армию, которая, по воспоминаниям очевидцев, напоминала экзотических дикарей, вооружённых луками и стрелами. Пользуясь военным превосходством и внутренней нестабильностью в Бирме, в 1885 году англичане легко захватили в результате короткого и несложного похода по реке бирманскую столицу Мандалай, которая была занята ими почти без сопротивления.
Под командой генерал-лейтенанта Прендергаста собралось у Рангуна 11 000 человек, составивших разделенный на три бригады корпус. В помощь последнему была отряжена целая флотилия небольших судов. Ввиду плохих путей сообщения войска должны были под прикрытием флотилии под командованием сэра Фридерика Ричарда отправиться на речных судах вверх по реке Иравади до окрестностей столицы Мандалая, что им и удалось осуществить без особых затруднений.
16 ноября произошло незначительное сражение для разрушения речной запруды у Сим-Бунг-Ви. 17-го, после непродолжительной схватки, флотилия овладела укреплениями у Минлы, экспедиционный корпус двинулся вперед по Иравади и занял без сопротивления Мингиаре. После этого бирманский король Тибо, убедившись в бесполезности продолжения борьбы, 1 декабря сдался в плен.

## Результаты
Последний бирманский король Тибо и королева Супаялат были отправлены через Рангун в ссылку вглубь Индии, где и прожили до конца жизни. Резиденция британского генерал-губернатора Бирмы была перенесена в Рангун.
Столица Мандалай была занята британскими войсками, и генерал Прендергаст вступил 4 декабря в управление королевством, которое полностью лишилось государственной самостоятельности. Первоначально британцы рассматривали возможность замены короля марионеточным правителем и превращения Бирмы в буферное государство, они даже рассматривали возможность создания теократического государства с назначенным Китаем буддийским монахом в качестве правителя. В конечном итоге, не найдя подходящих кандидатов на такую должность, 1 января 1886 года англичане объявили об аннексии Верхней Бирмы. Это означало конец существования бирманского государства, а все бирманские земли стали провинцией Британской Индии, что было дополнительным унижением для бирманцев, считавших себя выше индийцев.
Крупные британские силы — до 32 000 солдат — в течение 5 лет вели бои в Бирме и приграничных регионах против партизан, которые были окончательно подавлены после того, как британцы применили принцип коллективной ответственности и массовые казни. К весне 1889 года с организованным партизанским движением в Верхней Бирме было покончено.